# 52005 Maik
52005 Maik è un asteroide della fascia principale. Scoperto nel 2002, presenta un'orbita caratterizzata da un semiasse maggiore pari a 2,3158803 UA e da un'eccentricità di 0,1433463, inclinata di 20,47005° rispetto all'eclittica.
L'asteroide è dedicato all'astrofilo tedesco Maik Meyer.